# Alois Hille
ThDr. Alois Hille (29. ledna 1812 Velký Šenov – 8. června 1879 Litoměřice) byl český římskokatolický kněz, kanovník litoměřické kapituly a generální vikář litoměřické diecéze v letech 1878-1879.

## Život
Byl synovcem litoměřického biskupa Augustina Barloměje Hilleho. Po vysvěcení na kněze působil Hille nejprve jako kaplan v České Kamenici. V letech 1842-1863 působil jako profesor biblického studia Starého Zákona na biskupském teologickém učilišti v Litoměřicích. V roce 1864 byl jmenován čestným kanovníkem litoměřické kapituly. Poté byl jmenován sídelním kanovníkem s kanonikátem königseggovským II. a v roce 1868 se stal prvním kanovníkem-penitenciářem, podle ustanovení Tridenského koncilu. Od roku 1873 byl radou a přísedícím biskupské konzistoře. V roce 1878 byl ustanoven generálním vikářem litoměřické diecéze. Funkci však vykonával jen krátce, protože 8. června 1879 zemřel.